# Xingu (bier)
Xingu is een Braziliaans biermerk van lage gisting. Het bier wordt gebrouwen door Heineken Brasil. Xingu is genoemd naar de Xingú-indianen die aan de rivier de Xingú in de deelstaat Mato Grosso wonen.

## Geschiedenis
De Amerikaanse onderzoeker Alan Eames ontdekte in Brazilië documenten uit 1557 over het brouwen van een "zwart bier", waarschijnlijk werd dit bier al gebrouwen in de Precolumbiaanse periode. In die periode bereidden de vrouwen van de inheemse bevolking een bier met geroosterde mais of cassavewortel en wilde gist. Deze drank speelde een belangrijke rol bij traditionele ceremonies.
Eames nam in 1987 contact op met Cesário Mello Franco, een Braziliaans craftbeer-brouwer, schrijver en filmproducent. Deze vond in 1988 brouwer Ivo Pressanto van Cervejaria Caçadorense te Caçador (SC) bereid om een recept te ontwikkelen en het bier te brouwen. Xingu Black wordt gebrouwen met geroosterde mout en caramout en werd eerst op de Amerikaanse markt gelanceerd alvorens het in Brazilië gecommercialiseerd werd. Vanaf 1993 wordt Xingu Black gebrouwen bij Brouwerij Kaiser, nu eigendom van Heineken Brasil.
In 2013 werd Xingu Gold op de markt gebracht, een blonde ale van 4,7% met drie soorten hop, Summit, Nelson Sauvin en Cascade. Dit bier wordt gebrouwen in Engeland bij de Everards Brewery in Leicestershire. In juni 2014 werd een Limited Edition Brew op de markt gebracht ter gelegenheid van het Wereldkampioenschap voetbal in Brazilië, met een lager alcoholpercentage (4%) en zonder de Summit-hop.

## Varianten
- Xingu Black, zwart bier met een alcoholpercentage van 4,6%
- Xingu Gold, blond bier met een alcoholpercentage van 4,7% (of 4%)

## Onderscheidingen
- Twee maal gouden medaille Best dark lager in the world van het Beverage Testing Institute (Chicago) voor Xingu Black
- 2000 – Beste donker bier in de wereld volgens het tijdschrift "All About Beer"